# 7.5 سم باك 40
7.5 سم باك 40 مدفعًا ألمانيًا مضاد للدبابات من عيار 75 ملم تم تطويره في 1939-1941 بواسطة راينميتال واستخدم خلال الحرب العالمية الثانية. تم إنتاج أكثر من 23303 منه شكلت العمود الفقري للمدافع الألمانية المضادة للدبابات للجزء الأخير من الحرب العالمية الثانية، في الغالب في شكل منفصل (مدفع مجرور) ولكن أيضًا على عدد من مدمرات الدبابات مثل سلسلة ماردر.
كانت النسخة المعدلة من البندقية المصممة خصيصًا لتركيب على المركبات هي 7.5 سم كيه دبليو كيه 40، والتي اختلفت في المقام الأول في استخدام ذخيرة أكثر إحكاما مما يسمح بحمل المزيد من القذائف داخل المركبات. سلحت العديد من تصاميم الدبابات بمدفع 7.5 سم كيه دبليو كيه 40.
اعتمادًا على المصدر، قد يشار إلى Pak 40 باسم 7.5 / L46، في إشارة إلى طول ماسورة المدفع والعيار. كان هناك إصداران من KwK 40، يشار إليهما باسم 7.5 / L43 أو 7.5 / L48.

## الاستخدام التشغيلي
Pak 40 كان البندقية الألمانية القياسية المضادة للدبابات حتى نهاية الحرب، وزودتها ألمانيا لحلفائها. تم استخدام بعض البنادق التي تم الاستيلاء عليها من قبل الجيش الأحمر. بعد الحرب، بقي باك 40 في الخدمة في العديد من الجيوش الأوروبية، بما في ذلك ألبانيا وبلغاريا وتشيكوسلوفاكيا وفنلندا والنرويج والمجر ورومانيا.

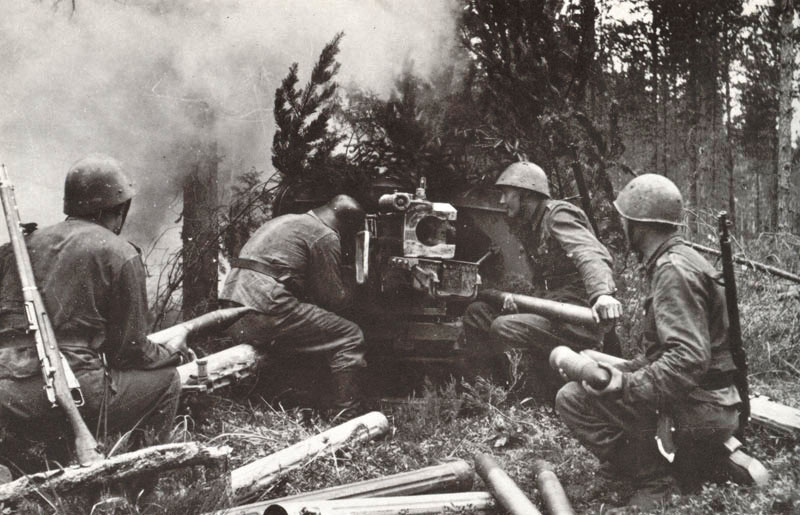
جيش فنلندي بيمتلك مدفع اك 40 في موقع لإطلاق النار خلال الحرب المستمرة

تم إنتاج 23303 باك 40، وتم استخدام حوالي 3500 أخرى لتسليح مدمرات الدبابات. بلغت تكلفة تصنيع الوحدة 2200 ساعة عمل عند 12000 رايخ مارك. تم استخدام إصدار «نظام سلاح» أوتوماتيكي أخف يحتوي على اثني عشر قذيفة، أثقل سلسلة بوردكانون من مدافع الطائرات من العيار الثقيل، تم استخدام BK 7,5 في الطائرات الهجومية هينشيل أتش أس 129 ويونكرز يو 88.
خلال النصف الثاني من الحرب العالمية الثانية، كان لدى بعض الفصائل الرومانية المضادة للدبابات ثلاث مدافع باك 40. تم استخدام هذه بالتبادل مع مدفع Reșița Model 1943 المضاد للدبابات في رومانيا 75 ملم. 

## أداء
|                  | نطاق   | نطاق   | نطاق   | نطاق   |
| مستدير           | 100 م  | 500 م  | 1000 م | 1500 م |
| ---------------- | ------ | ------ | ------ | ------ |
| PzGr. 39         | 108 مم | 96 مم  | 80 مم  | 64 مم  |
| PzGr. 40         | 143 مم | 120 مم | 97 مم  | 77 مم  |
| PzGr. 38 لتر / ب | 75 مم  | 75 مم  | 75 مم  | 75 مم  |

| مستدير       | سرعة كمامة | اختراق    |
| ------------ | ---------- | --------- |
| خارقة للدروع | 792 السيدة | 132 مم    |
| APCR         | 933 السيدة | 154 مم    |
| سعادة        | 550 السيدة | غير متوفر |

### أسلحة ذات أدوار مماثلة وأداء وعصر
- 3 بوصة بندقية M5 - بندقية أمريكية مضادة للدبابات مماثلة
- 75 ملم Reșița موديل 1943 - مدفع روماني مضاد للدبابات